# 谢弘辉
谢弘辉，IT业企业家，曾在美国、台湾、中国大陆多家IT企业担任高管。曾任智芯科技（IPCore）的总运营官（CEO），2005年出走，引起国内IT业的关注。

## 简介
谢弘辉籍贯浙江省宁波余姚，为余姚泗门谢氏后裔，与台湾财政要人谢耿民同出一家。谢弘辉生于台北，为美国籍。早年由台湾赴美国求学，毕业于加州大学伯克利分校，获得学士学位，后获麻省理工学院（MIT）电机工程学博士。
于MIT毕业后，谢投身IT业，早年曾经在IBM研发部门从事芯片设计及计算机结构设计。谢是C&T（全名：Chips and Technologies）创始团队成员之一，而C&T为世界首家Fabless设计公司。故谢在业界为元老级人物。谢也曾在华邦电子的美国总部主持计算机系统实验室，是研发部的掌门人。
2003年，谢弘辉加盟IC设计服务公司源捷科技股份有限公司（FameG Sota Design Technology Inc.），并出任总经理。2004年，谢弘辉出任福华先进微电子（Fuhua Microelectronics Corporation）的CTO（总技术官）。2005年，谢弘辉加盟智芯科技（上海）有限公司，并出任总经理。
2005年，在担任智芯科技（IPCore）的总运营官（CEO）未达半年之时，谢弘辉便带领团队整体离开智芯科技，引起智芯科技高层震荡，并引起IT业界种种猜测。据传与公司董事会有矛盾。
谢弘辉现任飞思卡尔半导体(中国)有限公司（Freescale Semiconductor）苏州分公司的总经理。